# Atomosia metallica
Atomosia metallica là một loài ruồi trong họ Asilidae. Atomosia metallica được Bromley miêu tả năm 1929. Loài này phân bố ở vùng Tân nhiệt đới.